# نابريجنيي تشلني
نابريجنيي تشلني (بالروسية: Набережные Челны) هي إحدى مدن روسيا في الكيان الفدرالي الروسي تتارستان. تقع على الضفة اليسرى لنهر كاما. بلغ عدد سكانها في سنة 2010 نحو 514 ألف نسمة.

## توأمة
لنابريجنيي تشلني اتفاقيات توأمة مع:
- لياوتشنغ

## أعلام
- إيات نسيموفيتش
- نادسجا كيباردينا
- أليكساندر بوخاروف
- ايلمير نوريسوف
- تمارا تانسيكوزينا
- غابدولخاي أخاتوف